# 이차 함수

이차 함수 그래프의 예시

수학에서 이차 함수(二次函數, 영어: quadratic function)는 최고 차수가 2인 다항 함수이다.

## 정의
이차 함수는 다음과 같은 꼴의 함수 {\displaystyle f\colon \mathbb {R} \to \mathbb {R} } (또는 {\displaystyle f\colon \mathbb {C} \to \mathbb {C} })이다.
{\displaystyle f(x)=ax^{2}+bx+c}
단, {\displaystyle a\neq 0}이어야 한다.
보다 일반적으로, 이변수 이차 함수는 다음과 같은 꼴의 함수 {\displaystyle f\colon \mathbb {R} ^{2}\to \mathbb {R} } (또는 {\displaystyle f\colon \mathbb {C} ^{2}\to \mathbb {C} })이다.
{\displaystyle f(x,y)=ax^{2}+bxy+cy^{2}+dx+ey+f}
단, {\displaystyle 0=a=b=c}가 성립하지 않아야 한다.
보다 일반적으로, {\displaystyle d}변수 이차 함수는 다음과 같은 꼴의 함수 {\displaystyle f\colon \mathbb {R} ^{d}\to \mathbb {R} } (또는 {\displaystyle f\colon \mathbb {C} ^{d}\to \mathbb {C} })이다.
{\displaystyle {\begin{aligned}f(x_{1},x_{2}\dots ,x_{d})&=\sum _{i=1}^{d}\sum _{j=1}^{d}a_{ij}x_{i}x_{j}+\sum _{k=1}^{d}b_{k}x_{k}+c\\&=a_{11}x_{1}^{2}+a_{12}x_{1}x_{2}+\cdots +a_{1d}x_{1}x_{d}\\&\qquad +a_{21}x_{2}x_{1}+a_{22}x_{2}^{2}+\cdots +a_{2d}x_{2}x_{d}\\&\qquad \qquad +\cdots \\&\qquad \qquad \qquad +a_{d1}x_{n}x_{1}+a_{n2}x_{n}x_{2}+\cdots +a_{dd}x_{d}^{2}\\&\qquad \qquad \qquad \qquad +b_{1}x_{1}+b_{2}x_{2}+\cdots +b_{d}x_{d}+c\\\end{aligned}}}
단, {\displaystyle 0=a_{11}=\cdots =a_{dd}}가 성립하지 않아야 한다.

## 성질

의 그래프

이차 함수의 그래프는 대칭축이 수직선인 포물선이다. 즉, 허공에 비껴 던져진 물체의 비행 궤도와 같다. 
반대로, 대칭축이 수직선인 모든 포물선은 어떤 이차 함수의 그래프이다.

### 방정식
이차 함수의 (곡선으로서의) 방정식은 다음과 같은 세 가지 꼴로 나타낼 수 있다.
- 일반형은 다음과 같으며, 이 꼴은 이차방정식의 y절편인 c와 볼록한 쪽을 나타내는 a의 부호 외에 얻을 정보가 없다. 따라서 이런 형태가 주어졌을 때 표준형, 인수분해형 중 하나로 바꿔서 풀 필요가 있다.
{\displaystyle y=ax^{2}+bx+c\qquad (a\neq 0)}
- 표준형은 다음과 같다. 이 꼴을 통해 x축으로 p만큼 이동하고, y축으로 q만큼 이동한 것을 알 수 있으며, a의 부호로 볼록한 쪽이 어느 쪽인지 알 수 있다. (이는 {\displaystyle a}가 같은 두 이차 함수의 그래프는 서로 합동이며, 서로를 평행 이동하여 서로를 얻을 수 있음을 의미한다.)
{\displaystyle y=a(x-p)^{2}+q\qquad (a\neq 0)}
- 인수 분해형은 다음과 같다. 이 꼴을 통해 두 근인 알파, 베타를 알 수 있다. (이는 모든 이차 함수는 서로 같거나 서로 다른 두 실수 또는 허수 영점을 가짐을 의미한다.)
{\displaystyle y=a(x-\alpha )(x-\beta )\qquad (a\neq 0)}

일반형의 계수를 통해 다른 두 가지 꼴의 방정식을 나타내는 방법은 다음과 같다.
{\displaystyle {\begin{aligned}y&=ax^{2}+bx+c\\&=a\left(x+{\frac {b}{2a}}\right)^{2}-{\frac {b^{2}-4ac}{4a}}\\&=a\left(x-{\frac {-b-{\sqrt {b^{2}-4ac}}}{2a}}\right)\left(x-{\frac {-b+{\sqrt {b^{2}-4ac}}}{2a}}\right)\end{aligned}}}

### 볼록성
이차 함수 {\displaystyle f}의 개형은 이차항 계수 {\displaystyle a}에 따라 다음과 같이 나뉜다.
- {\displaystyle a>0}라면, {\displaystyle f}는 엄격 볼록 함수이다. 즉, 그래프가 아래로 볼록하다.
- {\displaystyle a<0}라면, {\displaystyle f}는 엄격 오목 함수이다. 즉, 그래프가 위로 볼록하다.

또한, {\displaystyle |a|}가 클수록 {\displaystyle f}의 그래프의 모양은 뾰족해진다. 즉, 그래프의 폭이 좁아진다.

### y절편
이차 함수 {\displaystyle f}의 {\displaystyle y}절편은 {\displaystyle f(0)=c}이다. 즉 {\displaystyle f}의 그래프는 {\displaystyle y}축과 점 {\displaystyle (0,c)}에서 만난다.

### 대칭 · 단조성 · 최댓값과 최솟값

이차 함수 {\displaystyle f}의 대칭축의 방정식은 다음과 같다.
{\displaystyle x=-{\frac {b}{2a}}}
이 대칭축과 그래프의 교점은 다음과 같으며, 이를 꼭짓점이라고 한다.
{\displaystyle \left(-{\frac {b}{2a}},-{\frac {b^{2}-4ac}{4a}}\right)}
꼭짓점은 이차 함수의 단조성이 변화하는 점이며, 함수가 최댓값 또는 최솟값을 갖는 점이다. {\displaystyle a}의 부호에 따라 다음과 같이 나뉜다.
- {\displaystyle a>0}이라면, {\displaystyle f}는 {\displaystyle \left(-\infty ,-{\frac {b}{2a}}\right]}에서 엄격 감소하며, {\displaystyle \left[-{\frac {b}{2a}},\infty \right)}에서 엄격 증가한다. 따라서, {\displaystyle f}의 최솟값은 {\displaystyle f\left(-{\frac {b}{2a}}\right)=-{\frac {b^{2}-4ac}{4a}}}이며, 최댓값은 존재하지 않는다.
- {\displaystyle a<0}이라면, {\displaystyle f}는 {\displaystyle \left(-\infty ,-{\frac {b}{2a}}\right]}에서 엄격 증가하며, {\displaystyle \left[-{\frac {b}{2a}},\infty \right)}에서 엄격 감소한다. 따라서, {\displaystyle f}의 최댓값은 {\displaystyle f\left(-{\frac {b}{2a}}\right)=-{\frac {b^{2}-4ac}{4a}}}이며, 최솟값은 존재하지 않는다.

### 영점 · 판별식 · 비에트 정리
이차 함수 {\displaystyle f}의 영점, 즉 그래프와 {\displaystyle x}축의 교점의 {\displaystyle x}좌표는 다음과 같으며, 이를 이차 함수의 근의 공식이라고 한다.
{\displaystyle \alpha ,\beta ={\frac {-b\pm {\sqrt {b^{2}-4ac}}}{2a}}}
구체적으로, 이차 함수 {\displaystyle f}의 판별식 {\displaystyle b^{2}-4ac}의 값에 따라 다음과 같은 경우로 나뉜다.
- {\displaystyle b^{2}-4ac>0}이라면, {\displaystyle f}는 서로 다른 두 실근 {\displaystyle \alpha \neq \beta }를 가진다. 이때 그래프는 {\displaystyle x}축과 두 개의 교점을 가지며, {\displaystyle x}축은 그래프의 할선이다.
- {\displaystyle b^{2}-4ac=0}이라면, {\displaystyle f}는 서로 겹치는 두 실근 {\displaystyle \alpha =\beta =-{\frac {b}{2a}}}를 가진다. 이를 {\displaystyle f}의 이중근이라고 한다. 이때 그래프는 {\displaystyle x}축과 유일한 교점을 가지며, {\displaystyle x}축은 그래프의 접선이다.
- {\displaystyle b^{2}-4ac<0}이라면, {\displaystyle f}는 실근을 가지지 않지만, 서로 다른 두 허근 {\displaystyle \alpha \neq \beta }를 가진다. 이때 그래프는 {\displaystyle x}축과 만나지 않는다.

이차 함수의 두 근과 일반형의 계수 사이에 다음과 같은 관계가 성립하며, 이를 비에트 정리라고 한다.
{\displaystyle \alpha +\beta =-{\frac {b}{a}}}
{\displaystyle \alpha \beta ={\frac {c}{a}}}

### 기타 성질
이차함수 {\displaystyle y=a(x-p)^{2}+q}에서 꼭짓점을 A, x절편들을 각각 B, C라고 할 때, △ABC의 넓이 {\displaystyle S={-q}{\sqrt {-{\frac {q}{a}}}}} 가 성립한다.
이차함수 {\displaystyle y=ax^{2}+bx+c}에서 축을 기준으로 왼쪽과 오른쪽으로 나눌 때, {\displaystyle y}축에 접하는 쪽의 그래프를 보았을 때 {\displaystyle y}축을 중심으로 그래프가 내려가면 {\displaystyle b<0}이고 그래프가 올라가면 {\displaystyle b>0}이 성립한다. 만약 축과 {\displaystyle y}축이 일치한다면 {\displaystyle b>0}이 된다.

## 같이 보기
- 일차 함수
- 삼차 함수
- 이차 방정식